# Junior Cook
Junior Cook, (Pensacola, 1934. július 22. – New York, 1992. február 3.) amerikai hard bop tenorszaxofonos.

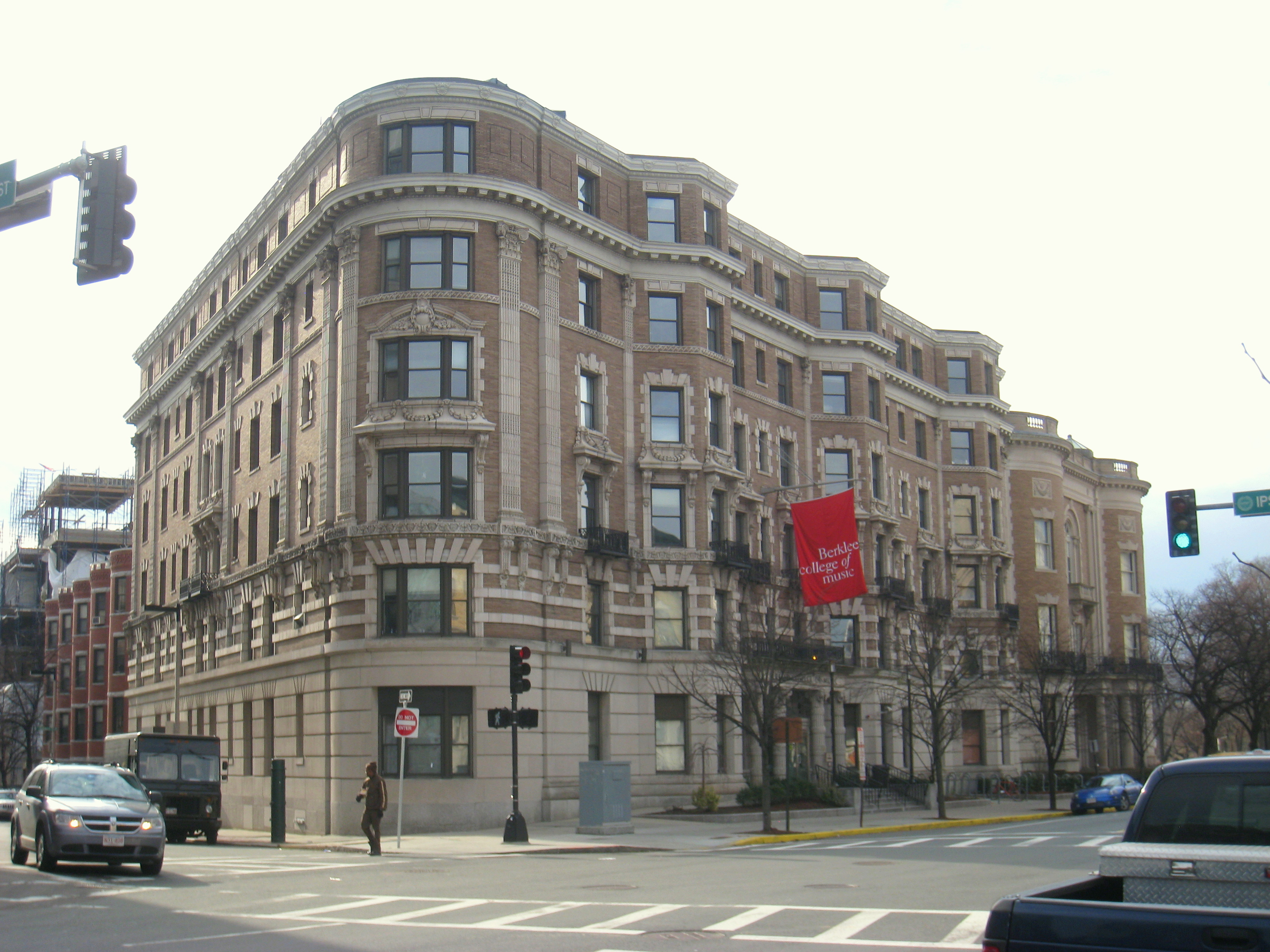
Berklee College of Music

## Pályafutása
Junior Cook a floridai Pensacolában született. Zenész család tagja volt. Előbb altszaxofonozni kezdett, majd középiskolás évei alatt tenorra váltott.
1958-ban Dizzy Gillespie-vel játszott, majd a Horace Silver Quintet tagja lett (1958–1964). Amikor Horace Silver Blue Mitchellre hagyta a zenekart  kezében, Cook még öt évig maradt a kvintettben (1964–1969). A későbbi együttesei  közé tartozott Freddie Hubbard, Elvin Jones, George Coleman, Louis Hayes, Bill Hardman együttese és a McCoy Tyner big band.
Amellett, hogy sok zenekarban szerepelt, a Junior Cook a Jazzland (1961), a Catalyst (1977), a Muse és a SteepleChase együtteseket is vezette.
Az 1970-es években a Berklee College of Musicon tanított egy évig.
Az 1990-es évek elején Cook Clifford Jordannel játszott, de saját zenekarát is vezette. 1992 februárjában halt meg New York-i lakásában, 57 évesen.

## Albumok

### Zenekarvezető
- Juniors Cookin (1961)
- Ichi-Ban (album) (1976)
- Pressure Cooker (album) (Catalyst, 1977)
- Good Cookin (1979)
- Somethins Cookin (1981)
- The Place to Be (Junior Cook album) (1988)
- On a Misty Night (1989)
- You Leave Me Breathless (1991)

### Horace Silver együttesében
- Live at Newport '58 (1958, 2008)
- 6 Pieces of Silver (1956–58)
- Finger Poppin' (1959)
- Blowin' the Blues Away (1959)
- Horace-Scope (1960)
- Doin' the Thing (1961)
- Paris Blues (1962, 2002)
- The Tokyo Blues (1962)
- Silver's Serenade (1963)
- Song for My Father (1964)
- Music to Ease Your Disease (1988)

### Blue Mitchell együttesében
- The Cup Bearers (1962)
- The Thing to Do (1964)
- Down with It! (1965)
- Bring It Home to Me (1966)
- Boss Horn (1966)
- Heads Up! (1967)

## Fordítás
Ez a szócikk részben vagy egészben  a   Junior Cook című angol Wikipédia-szócikk ezen változatának fordításán alapul.  Az eredeti cikk szerkesztőit annak laptörténete sorolja fel. Ez a jelzés csupán a megfogalmazás eredetét és a szerzői jogokat jelzi, nem szolgál a cikkben szereplő információk forrásmegjelöléseként.